# 校园性侵
校園性侵（Campus sexual assault）是學生在學院或大學時所遭到的性侵犯（包括强奸）。其受侵犯者多半是女性，不過任何性別都可能是性侵的對象。校園性侵的比例依照不同的定義以及研究方法而有不同，大約是每年一千名學生中，約有6.1位會受到性侵，而有19–27%的大學女性及6–8%的大學男性在大學中曾遭到性侵。有關同年齡學生和非學生的性侵風險比較，目前沒有相關證據。
有許多人認為學校在面對受到性侵的女性時，對這些女性的支持不力。美國教育部因應這些指控，寫了一封信《親愛的同事》給各大學，建議學術機構用各種方式來減少校園性侵的人數。有些法律專家擔心這可能會增加被指控者受到霸凌的風險。在學校的規定改變之後，已有男性指出訴訟，指控校方有偏見，並且影響他們的權利。

## 延伸閱讀
- Bain, Kristen. . off our backs. 2002-10, 32 (9–10): 26–27. JSTOR 20837660.
- Armstrong, Elizabeth A.; Hamilton, Laura; Sweeney, Brian. . Social Problems. 2006-11, 53 (4): 483–499. JSTOR 10.1525/sp.2006.53.4.483. doi:10.1525/sp.2006.53.4.483.
- Gibbard Cook, Sarah. Sarah Fernandez (interviewee) Mark Houlemarde (interviewee). . Women in Higher Education. 2012-07, 21 (7): 19–20. doi:10.1002/whe.10348.
- Giraldi, Ashley; Monk-Turner, Elizabeth. . Women's Studies International Forum. 2017-05, 62: 116–124. doi:10.1016/j.wsif.2017.05.001.